# Abgar d'Édesse

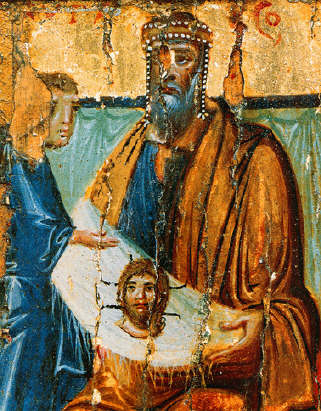
Le roi Abgar V tenant le Mandylion (image du Xe siècle)

Abgar d'Édesse est le nom de plusieurs rois d'origine nabatéenne qui règnent à Édesse et sur l'Osroène en Mésopotamie, de 132 av. J.-C. à 216 apr. J.-C. Profitant de l'affaiblissement des Séleucides, ils prennent possession de ce territoire à la fin du IIe siècle av. J.-C. et en font leur royaume, appelé royaume d'Édesse, royaume d'Osroène, ou encore « principauté des Abgar » ou des Abgarides (onze souverains portent ce nom, mais neuf autres portent le nom de Ma'nu ou Manu,). Dans les manuscrits de Appien et de Tacite, le nom des rois Abgar est transcrit sous la forme Acbarus (d'où le nom Agbar apparaissant dans le Grand dictionnaire historique de Louis Moréri, ainsi que dans le Dictionnaire illustré Latin-Français de Gaffiot).

## Histoire
Vers 132 av. J.-C. (ou 136), un notable d'Édesse, Aryu (ou Ariou, 132-127 ou 136-127 av. J.-C.), s'affranchit des Séleucides qui gouvernaient la ville et fonde un royaume (ou principauté) indépendant avec Édesse pour capitale,. À part quelques souverains d'origine arménienne ou parthe, la plupart sont nabatéens. Ce royaume, qui est quelquefois appelé « principauté des Abgar » (onze souverains portent ce nom), parvient à conserver son autonomie pendant près de quatre siècles, malgré les divers conquérants qui traversent son histoire.
Selon Pline l'Ancien, à l’époque romaine, les habitants étaient des Arabes et leurs souverains auraient porté le titre de « phylarque » (chef d’une phylé) ou « toparque » (magistrat). Le royaume s'étend au nord jusqu'aux monts Taurus, à l'ouest jusqu'à l'Euphrate, qui le sépare de la Commagène, et à l'est jusqu'au Tigre. Il comprend, à part Édesse, des villes importantes comme Carrhes (Harran), Nisibe (en Mésopotamie), Rhesaena, Saroug, Singara (Sinjar, Irak), Zeugma sur l'Euphrate, qui était la réunion des villes d'Apamée (rive gauche) et de Séleucie de l'Euphrate (rive droite) et un passage obligé pour les caravanes.
À l'époque du premier triumvirat, Édesse est l'alliée des Romains. Le proconsul Crassus, à la tête d'une armée de 42 000 hommes, franchit l'Euphrate sur les conseils d'Abgar II Bar Abgar et attaque la Mésopotamie dans le but de prendre Séleucie du Tigre. Mais il est trahi par Abgar II qui se range du côté des Parthes. Crassus est battu à la bataille de Carrhes et est tué au cours de la retraite (selon Plutarque, v.48-125).
Ce serait sous Abgar V Ukomo ou Ukkama Bar Ma'Nu que le christianisme aurait été prêché pour la première fois à Édesse par Thaddée d'Édesse. Certains auteurs repoussent l'intervention de Thaddée sous Sanatruk Ier (v. 90) ; d'autres renvoient la première prédication chrétienne sous Abgar IX (fin du IIe siècle). Ce point de vue est toutefois rejeté par les spécialistes, qui font valoir plusieurs preuves scripturaires et archéologiques qui attestent de la présence d'un christianisme dès le Ier siècle. Ainsi, pour A. F. J. Klijn, le mouvement chrétien d'Édesse naît bien au Ier siècle. Celui-ci « concevait la foi comme une Voie, une façon de vivre. Rien d'abstrait ou de dogmatique. » Pour ce qui est de l'origine de ce « christianisme », les auteurs actuels s'accordent pour dire qu'il ne doit rien à la prédication de Paul de Tarse, ni à l'influence de l'Église de Rome, mais qu'il est d'origine juive ; toutefois selon Klijn, le « principal problème en ce qui concerne le christianisme syriaque n'est pas de savoir d'où il est parvenu en Syrie, mais à quel type de judaïsme il doit être rattaché[réf. incomplète],. »[réf. obsolète]
Plus tard, Abgar VII Bar Ezad est détrôné par l'empereur romain Trajan, qui garde la ville sous sa tutelle deux ans avant de la laisser à deux princes étrangers, Yalur et Parthamaspatès. En 123, Ma'Nu VII Bar Ezad, frère d'Abgar VII, réussit à reprendre le trône. À partir de cette époque, comme beaucoup de régions sous tutelle romaine, les monnaies sont frappées avec l'effigie du souverain régnant d'un côté et celle de l'empereur romain de son époque au dos. En 163, Wa'Il Bar Sahru prend les Parthes comme alliés dans sa lutte contre les Romains.

## Les «Abgar» d'Édesse
La liste des souverains d'Osroène est en général reconstituée comme ci-dessous (les noms et les dates jusqu'à Abgar V doivent être regardés avec précaution).
- Aryu (132-127 av. J.-C.) ;
- Abdu bar Maz'Ur (127-120 av. J.-C.) ;
- Fardhasht bar Gebar’u (120-115 av. J.-C.) ;
- Bakru I bar Fradašt (115-112 av. J.-C.) ;
- Bakru II bar Bakru (112-94 av. J.-C.) ;
  - Bakru II bar Bakru, co-roi (94-92 av. J.-C.) ;
  - Ma'Nu I, co-roi (94-92 av. J.-C.) ;
  - Abgar I Figo ou Piqa, co-roi, (94-92 av. J.-C. ) ;
- Abgar I Figo ou Piqa (92-68 av. J.-C.) ;
- Abgar II bar Abgar (68-53 av. J.-C.) ;
- interrègne (53-52 av. J.-C.) ;
- Ma'Nu II Aloha (52-34 av. J.-C.) ;
- Faquri ou Paqor (34-29 av. J.-C.) ;
- Abgar III (29-26 av. J.-C.) ;
- Abgar IV Sumoqo (26-23 av. J.-C.) ;
- Ma'Nu III Saphul (23-4 av. J.-C.) ;
- Abgar V Ukomo bar Ma'Nu (4 av. J.-C.-7 apr. J.-C.) ;
- Ma'Nu IV bar Ma'Nu (7-13) ;
- Abgar V Ukomo bar Ma'Nu (13-50) ;
- Ma'Nu V (50-57) ;
- Ma'Nu VI (57-71), peut-être Ma'Nu Bazos (Monobaze) d'Adiabène ;
- Abgar VI Bar Ma'Nu (71-91), probablement roi d'Osroène et d'Adiabène;
- Sanatruk (91-109), roi arsacide d'Osroène, d'Adiabène et d'Arménie aussi appelé Xosroes ;
- Abgar VII bar Ezad (109-116) ;
- Inter-règne romain (116-118) ;
  - Yalur, co-roi (118-122), vassal des Parthes ;
  - Parthamaspatès, co-roi (118-123), vassal de Rome ;
- Ma'Nu VII bar Ezad (123-139) ;
- Ma'Nu VIII bar Ma'Nu (139-163) ;
- Wa'Il bar Sahru (163-165) ;
- Ma'Nu VIII bar Ma'Nu (165-167) ;
- Abgar VIII Philoromaios (167-177) ;
- Abgar IX (179-212) ;
- Severus bar Ma'Nu (212-214) ;
- Abgar X Severus bar Abgar IX (214-216) ;
- Ma'Nu IX bar Abgar X Severus (216-242) ;
- Abgar XI Frahad bar Ma'Nu (242-244).